# Theodor Andrei
Theodor Andrei (pronunciado [ˈte.odoɾ anˈdɾej]; Bucareste, 9 de Abril de 2004) é um cantor romeno. Representou a Roménia no Festival Eurovisão da Canção de 2023 em Liverpool, com a canção «D.G.T. (Off and On)», mas não conseguiu chegar à final.

## Biografia
Theodor Andrei tornou-se conhecido em 2017 quando participou no programa de talentos «Vocea Romaniei Junior», a versão romena do The Voice Kids, onde chegou à semi-final. Em 2020, participou na versão local do «Factor X», onde chegou à fase de acampamento. O seu álbum de estreia intitulado «Fragil», foi lançado em 2022.
Em dezembro de 2022, Theodor Andrei foi confirmado como um dos 12 participantes do «Selecția Națională 2023», o festival para selecionar o representante romeno para o Festival Eurovisão da Canção. «D.G.T. (Off and On)», a sua canção para a competição, já tinha sido lançada no seu álbum de colaboração com Luca Udățeanu; para a ocasião, foi lançada uma versão a solo de minutos, a duração máxima para uma entrada na Eurovisão. A 11 de fevereiro de 2023, o cantor se apresentou em «Selecția Națională», onde o televoto o escolheu como o vencedor entre as 12 inscrições e, portanto, como o representante nacional Festival Eurovisão da Canção de 2023 em Liverpool.

## Discografia

### Álbuns
| Título | Informação                                                  |
| ------ | ----------------------------------------------------------- |
| Fragil | - Lançamento: 2022 - Editora discográfica: Selective Studio |

### Singles
- 2017 – Young and Sweet
- 2018 – Și dacă azi zâmbesc
- 2019 – Stelele de pe cer
- 2019 – Nu te mira ca nu te place
- 2020 – Nu le place
- 2020 – Nu mai vreau sentimente (com Oana Velea)
- 2020 – Beatu' asta fire
- 2020 – Crăciunul ăsta
- 2021 – Genul meu
- 2021 – Selectiv
- 2021 – Tatuaj
- 2022 – Ţigări mentolate (com Valentina)
- 2022 – Prigoria Teen Fest (com Shtrood)
- 2022 – D.G.T. (Off and On)